# Долговязый Джон Сильвер (фильм)
«Долговязый Джон Сильвер» (англ. Long John Silver) — американо-австралийский цветной приключенческий фильм 1954 года, снятый режиссёром Байроном Хэскином. Основан на персонажах романа «Остров сокровищ» Роберта Льюиса Стивенсона и является продолжением фильма «Остров сокровищ».

## Сюжет
Портобело (Британская Вест-Индия). Прошёл год после того, как капитан пиратов Джон Сильвер попрощался с Джимом Хокинсом и уплыл на лодке с Острова сокровищ. Долговязый Джон живёт в трактире «Бочонок и якорь» у хозяйки — мисс Пинкер, которая пытается добиться расположения капитана пиратов. Пираты Сильвера полны решимости отправиться на остров сокровищ и требуют от своего капитана отдать им карту, на которой указано местонахождение сокровищ. Сильвер сообщает им о том, что сокровища Флинта можно найти только с помощью специального медальона, прилагаемого к карте. От умирающего пирата Сильвер узнаёт о том, что капитан пиратов Мендоса («Эль-Торо») нападает на корабль губернатора Стронга и берёт в плен его дочь Элизабет с целью получения выкупа, а также о том, что у Мендосы находится Джим Хокинс, которого он заставляет служить юнгой на своём корабле. Сильвер, зная о том, что Мендоса ждёт выплаты за дочь губернатора, идёт к губернатору и сам соглашается передать деньги пиратам.
Сильвер, обхитрив Мендосу, заманивает его команду на королевский таможенный склад, где их поджидала засада. Сильвер отпускает Мендосу и его команду с пустыми руками, а после велит своим пиратам вывести со склада все товары и ценности, приписав ограбление Мендосе. Дочь губернатора — Элизабет была освобождена из плена, как и Джим Хокинс, который носил при себе медальон. В награду за спасение дочери Сильвер просит у губернатора разрешение на усыновление Джима Хокинса, но губернатор отказывает ему, обосновывая это, что мальчик находится на его попечении и в скором времени должен отправиться в Англию. Сильвер рассказывает Джиму, что медальон, который он носит — ключ к карте, указывающий на место, где находится другой тайник с сокровищами капитана Флинта, и предлагает стать его компаньоном и вернутся на Остров сокровищ. В таверну наносит визит капитан Джон Макдугл и просит Сильвера набрать команду на корабль, на котором Джим должен плыть в Бристоль. Сильвер, узнав о том, что его пираты схвачены с награбленным на складе, осуществляет их побег из тюрьмы, сбегает от своей невесты — мисс Пинкер и отправляется в Англию на судне «Чертополох» в качестве кока. 
Джон Сильвер и его пираты намереваются захватить корабль. Джим Хокинс, подслушав разговор пиратов, предупреждает капитана Макдугла о готовящемся бунте. Макдугл предотвращает бунт на корабле и принимает решение всех пиратов, а также Джима за сочувствие к Сильверу высадить на необитаемом острове, который служил тайным убежищем Мендосы и его пиратов. Сильвер придумывает план по захвату корабля. Дождавшись ночи, Джим пробирается в лагерь на острове и устраивает пожар. Воспользовавшись переполохом, Сильвер и его пираты угоняют корабль Мендосы и держат курс на Остров сокровищ. Мендоса узнаёт о планах Сильвера и дожидается прибытия на коралловый остров другого корабля для того, чтобы следовать за ним. Оказавшись на острове, Сильвер и его команда укрываются в Блокгаузе после того, как по ним открывает огонь укрывавшийся на острове Израэль Хэндс, которого все считали мёртвым. На остров прибывает Мендоса со своими пиратами. Израэль Хэндс присоединяется к пиратам Сильвера и укрывается вместе с ними в блокгаузе. Сильвер заключает сделку со ослепшим Хэндсом, который соглашается вывести пиратов из блокгауза в обмен на то, что Сильвер отдаст ему половину сокровищ, а потом доставит в Корнуолл для того, чтобы он мог поквитаться с Джимом Хокинсом. Мендоса, обнаружив пустую крепость, велит своим пиратам сжечь блокгауз.              
Сильвер с помощью медальона находит на острове пещеру, в которой были спрятаны сокровища Флинта. Израэль Хэндс узнаёт голос Джима и начинает преследовать мальчика по всему острову. Достигнув побережья, оказавшись на краю высокого обрыва, Хэндс падает с высоты и находит свой конец. После блуждания по острову Джим возвращается к пещере и становится пленником Мендосы, который использует его в качестве приманки для того, чтобы выманить Сильвера. Сильвер придумывает план, с помощью которого он спасает Джима и даёт возможность своей команде атаковать неприятеля. В схватке пираты Мендосы уничтожены, а уцелевшие обращены в бегство. Джон Сильвер и Джим Хокинс возвращаются в Портобело богатыми людьми. За неоценимый вклад по борьбе с пиратством губернатор Стронг награждает Сильвера орденом и устраивает праздничный обед. Во время торжества появляется невеста Сильвера, мисс Пинкер, приготовившаяся к вступлению в брак со своим возлюбленным. Сильвер и Джим исчезают из зала и уезжают на карете, помахав рукой на прощание.

## В ролях
- Роберт Ньютон — Джон Сильвер
- Кит Тейлор — Джим Хокинс
- Конни Гилкрист — Пьюрити Пинкер
- Ллойд Беррелл — капитан Мендоса («Эль-Торо»)
- Грант Тейлор — Патч
- Род Тейлор — Израэль Хэндс
- Харви Адамс — сэр Генри Стронг, губернатор
- Мюриэл Стейнбек — леди Стронг
- Генри Гилберт — большой Билли
- Джон Бранскилл — старый Стрингли
- Эрик Рейман — долговязый пират Трип Феннер
- Гарри Хэмблтон — большой Эрик
- Сид Чемберс — Нед Шилл
- Джордж Симпсон-Литтл — капитан Джон Макдугл
- Тони Арпино — пират Мендосы
- Эл Томас — пират Мендосы
- Тора Смит — Элизабет Стронг, дочь губернатора
- Элвин Дэниел — Додд Перч, умирающий пират

## Съёмочная группа
- Режиссёр: Байрон Хэскин
- Продюсер: Джозеф Кауфман
- Сценарист: Мартин Ракин
- Оператор: Карл Э. Гатри
- Композитор: Дэвид Баттолф